# Heinkel Lerche

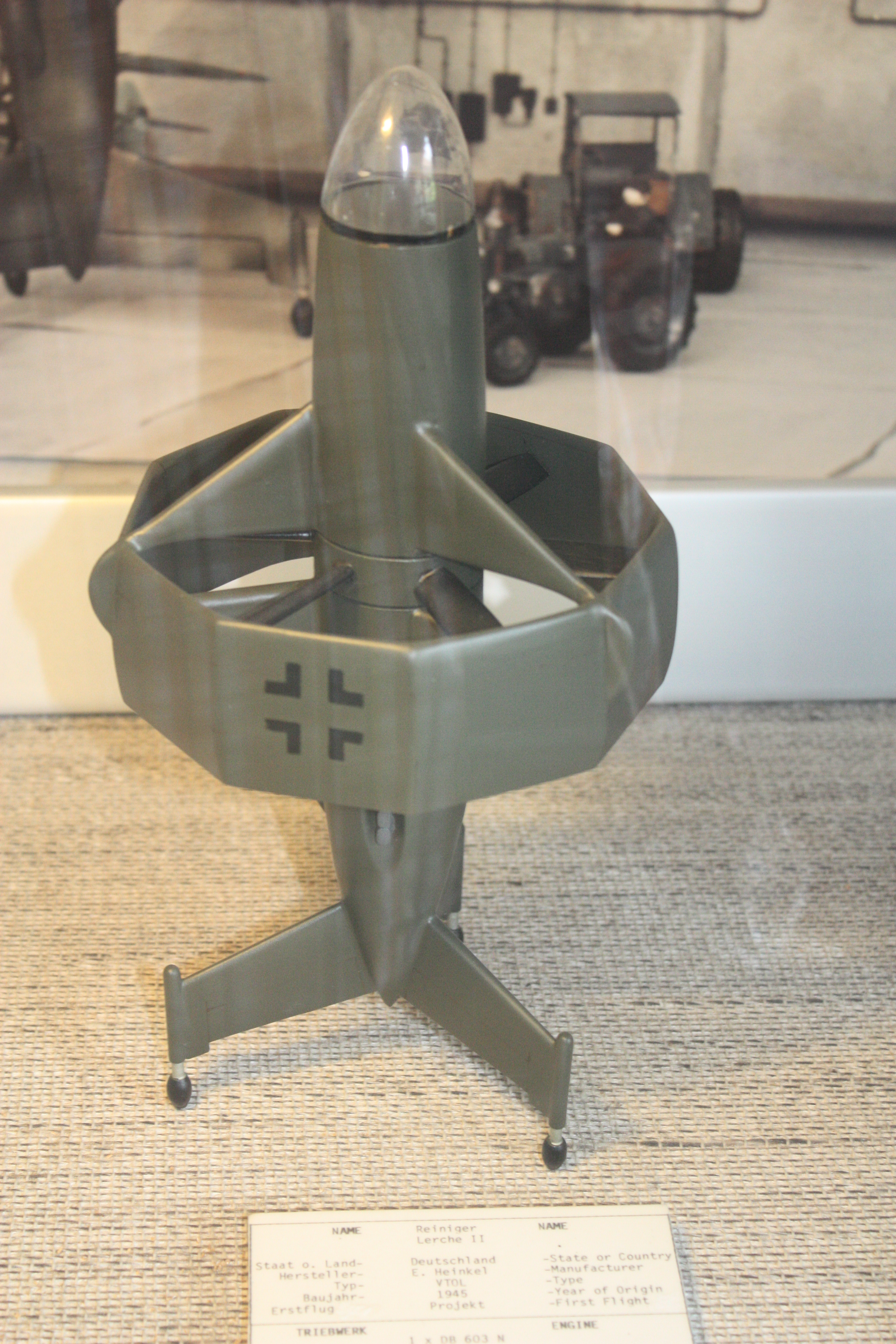
Modèle réduit.

Le Heinkel Lerche est un intercepteur allemand expérimental de la fin de la Seconde Guerre mondiale. Il fut étudié en 1945 par le constructeur aéronautique allemand Heinkel. Il ressemblait à une fusée, il devait décoller et atterrir à la verticale.Il n'a cependant jamais volé. 
Sa structure révolutionnaire devait réduire considérablement la traînée de l'avion et ses doubles hélices lui offraient une vitesse considérable (800 km/h) et un taux de montée qui devait l'amener à son plafond de vol en quelques minutes.